# Lan Caihe

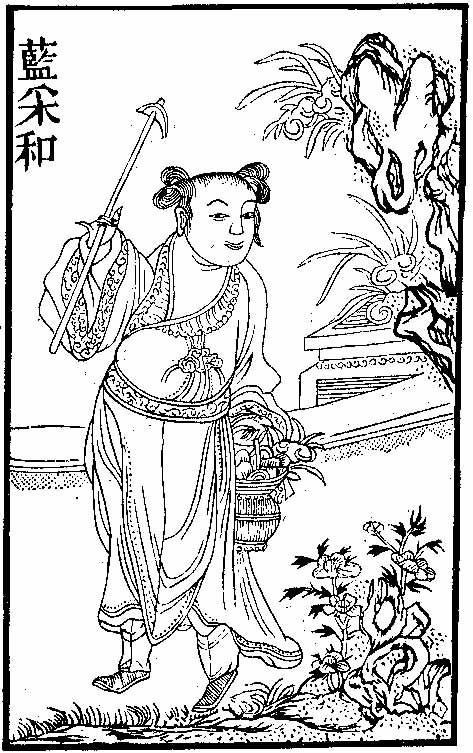
Lan Caihe

Lan Caihe (chinesisch 藍采和, W.-G. Lan Ts´ai-ho), auch Lan Cai He, ist ein berühmter daoistischer Unsterblicher der chinesischen Mythologie. Er gehört zur Gruppe der Acht Unsterblichen (Ba xian).
Der Legende nach war Lan Caihe vermutlich ein Transvestit und wird manchmal als Frau und manchmal als Mann dargestellt. Er verkörpert die Ausgestoßenen und Verrückten. Da er traditionell mit einem Blumenkorb dargestellt wird, gilt er als Schutzheiliger der Blumenhändler.